# Kerry Weaver
Kerry Weaver è un personaggio della serie televisiva E.R. - Medici in prima linea interpretata da Laura Innes. Inizialmente introdotta come personaggio ricorrente nella seconda stagione, viene promossa al cast regolare dalla stagione successiva. Nel gennaio 2007, Laura Innes ha lasciato la serie dopo 12 anni, dopo che Kerry si trasferisce a Miami.

## Storia del personaggio
Viene rivelato molto poco del passato di Kerry Weaver all'inizio. Viene mostrata come un medico scrupoloso, motivato dalle proprie ambizioni personali e specializzato nelle questioni amministrative, oltre al fatto di avere un evidente handicap che la costringe all'utilizzo di una stampella per muoversi, cosa che non rappresenterà mai per lei un ostacolo. Di lei si sa, inoltre, che in passato ha vissuto in Africa, dettaglio rivelato quando viene raggiunta a Chicago dal compagno dell'epoca. A poche settimane dalla nascita è stata adottata, ma i suoi genitori adottivi muoiono presto: il padre quando lei aveva 12 anni e la madre quando andava al college.
Nella settima stagione l'incontro con la psichiatra Kim Legaspi (Elizabeth Mitchell) cambierà la sua sorte. Infatti scoprirà di essere lesbica, innamorandosi di lei. Ma questa prima relazione non va per niente bene per il fatto che Kim è dichiarata e Kerry ha ancora qualche dubbio e non è pronta per affacciarsi al mondo in questa nuova veste. Questo causa frustrazione da parte di Kim, che ben presto deciderà di lasciare Kerry.
Nell'ottava stagione farà coming out, grazie all'aiuto della sua nuova compagna, la pompiera  Sandy Lopez (Lisa Vidal). Kerry, nella nona stagione, prova ad avere un figlio con la fecondazione in vitro, ma la gravidanza si conclude ben presto con un aborto spontaneo dopo sole 14 settimane. A quel punto Sandy e Kerry decidono di tentare ancora, questa volta affidando la gravidanza a Sandy, riuscendoci. Nella decima stagione nasce Henry. Poco tempo dopo, però, Sandy è vittima di un grave incidente e, malgrado i tentativi per salvarla, muore sotto i ferri e sotto gli occhi di Kerry. Da quel momento in poi inizia la dura battaglia legale per la custodia di Henry tra Kerry e la famiglia Lopez. Pur non essendo stati ancora liberalizzati i matrimoni tra persone dello stesso sesso negli Stati Uniti d'America, Kerry riesce ad ottenere la custodia esclusiva del figlio, pur non avendo legalmente alcun diritto su di lui, ma i Lopez potranno comunque andarlo a trovare.
Durante l'undicesima stagione incontra la sua madre biologica, Helen Kingsley, che si scopre essere molto diversa da lei perché è molto religiosa e ha un atteggiamento conservatore. Infatti la religiosità della madre andrà in contrasto con l'omosessualità di Kerry e tra le due, nonostante le buone intenzioni iniziali, non si instaurerà mai un buon rapporto. Durante uno dei loro primi incontri, Kerry rivela il nome della sua malattia, ovvero una displasia congenita dell'anca. In seguito ad una caduta davanti alla porta del pronto soccorso sarà operata e guarirà definitivamente da questo handicap, potendo finalmente smettere di usare la stampella.
Nella tredicesima stagione Kerry conosce Courtney (Michelle Hurd), una giornalista e produttrice televisiva che le offre un posto per una rubrica di medicina in televisione. Le due ben presto iniziano una relazione e, spinta da Courtney a credere nel suo successo in TV, Kerry decide di lasciare Chicago e trasferirsi con lei a Miami e ricominciare da zero una nuova vita insieme.
Kerry ritorna inizialmente nel settimo episodio della quindicesima stagione, in un flashback insieme al dottor Greene e al dottor Romano in cui si assiste alla morte del figlio della dottoressa Banfield. Compare anche nell'episodio finale della serie quando, insieme ai colleghi storici, assiste all'inaugurazione della clinica di John Carter.